# علم انسان واحد
علم انسان واحد (The science of unitary human beings) یک نظریه بزرگ پرستاری است که توسط مارتا ای راجرز توسعه یافت. جزئیات این نظریه در کتابش با عنوان مقدمه‌ای بر پایه‌های نظری پرستاری آمده است.